# Crkva sv. Antuna u Loboru
Crkva sv. Antuna je rimokatolička crkva u općini Lobor zaštićeno kulturno dobro.

## Opis dobra
Kapela sv. Antuna Padovanskog smještena je u neposrednoj blizini naselja Lobor, na uzvisini, okružena šumom. Malu, jednobrodnu kapelu čine masivan toranj i nešto širi prostor lađe, zaključene ravnim zidom. Pročeljem dominira zvonik koji je u gornjem dijelu, rastvorenom polukružnim prozorom, oktogonalan i pokriven lukovičastom kapom. Kroz toranj se ulazi u križno svođenu kapelu. Kapela se prvi put spominje u vizitaciji iz 1702. g. u kojoj se navodi da ju je dao sagraditi Petar Keglević. Skromna arhitektura ove male kapele zanimljiva je zbog zamjetljivog nesrazmjera ulaznog dijela s plastički vrlo naglašenim zvonikom i jednostavnog broda, lišenog arhitektonskih ukrasa.

## Zaštita
Pod oznakom Z-2362 zavedena je kao nepokretno kulturno dobro - pojedinačno, pravnog statusa zaštićena kulturnog dobra, klasificirano kao "sakralna graditeljska baština".